# Bjerkås
Bjerkås là một làng nằm ở Na Uy.